# باشگاه فوتبال رانکورن لینتز
باشگاه فوتبال رانکورن لینتز (به انگلیسی: Runcorn Linnets Football Club) یک باشگاه فوتبال در شهر رانکورن، کشور انگلستان است که در سال ۲۰۰۶ میلادی تأسیس شده‌است.